# Nederland op het Eurovisiesongfestival 1974
Nederland nam deel aan het Eurovisiesongfestival 1974 in de Britse stad Brighton.

## Nationaal Songfestival 1974

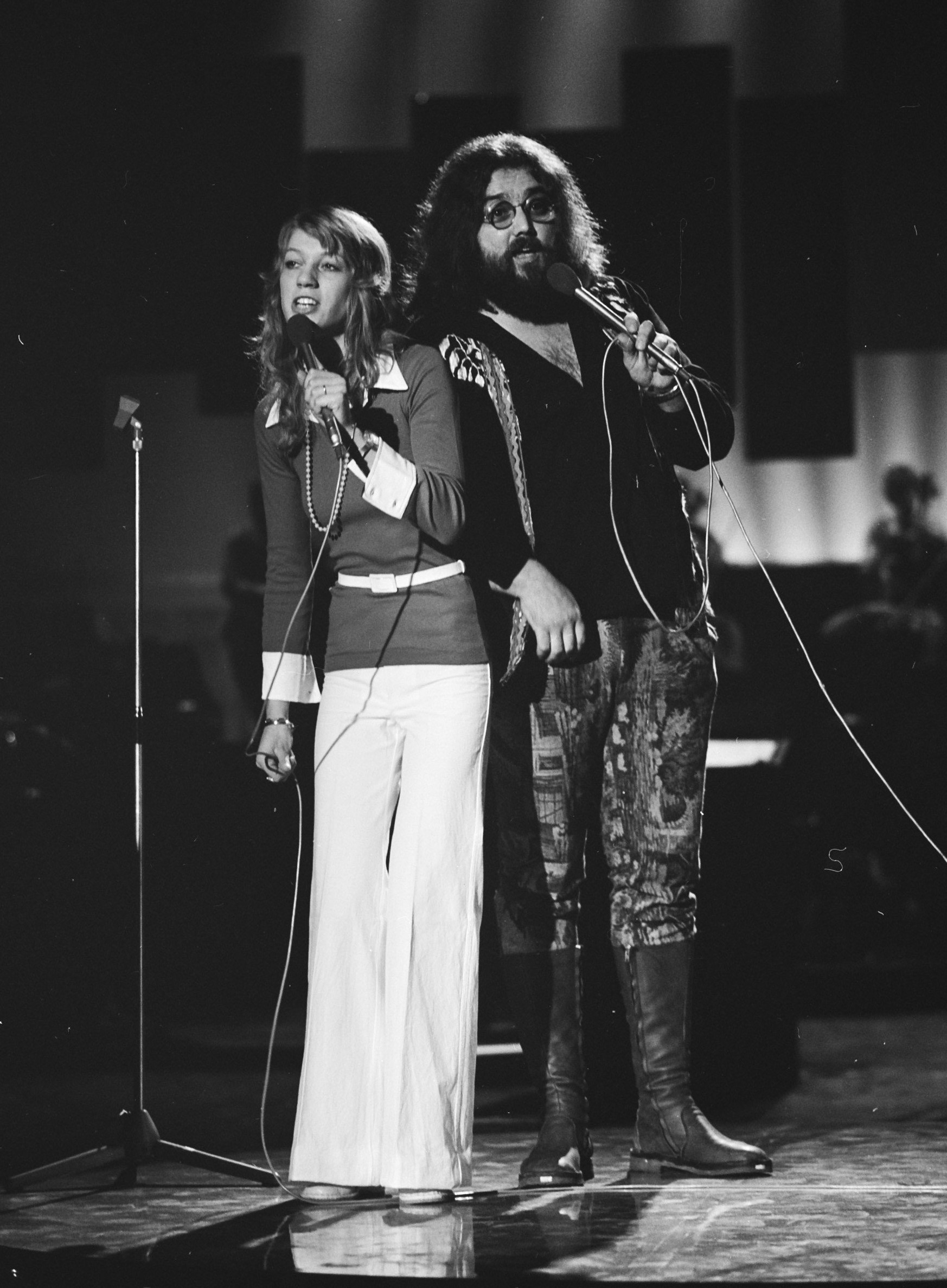
Mouth & McNeal tijdens hun repetitie voor het Nationaal Songfestival in het Jaarbeurs Congrescentrum in Utrecht.

Het duo Mouth & MacNeal werd door de NOS gevraagd om Nederland te vertegenwoordigen op het Eurovisiesongfestival. Het lied werd gekozen via het Nationaal Songfestival, dat werd uitgezonden op 27 februari door de NOS vanuit het Jaarbeurs Congrescentrum in Utrecht. De uitzending werd gepresenteerd door Willem Duys. Tijdens de show waren er optredens van oud-songfestivalwinnaressen Lenny Kuhr, Vicky Leandros, Séverine, Anne-Marie David en Dana.
Een vakjury had uit 46 liedjes een drietal nummers gekozen, die door Mouth & MacNeal werden gezongen. Een publieksjury bestaande uit 110 mensen, tien uit elke provincie, gaven per jurylid een punt aan hun favorieten lied. Het Lied Ik zie een ster won de nationale finale met 79 punten. Het nummer werd geschreven door Hans van Hemert en Gerrit den Braber.
Sinds 1973 was het niet meer verplicht om in eigen taal te zingen. Mouth & MacNeal kozen voor het Eurovisiesongfestival de Engelstalige versie van hun lied.

## In Brighton
Op 6 april vond in de Dome in de stad Brighton de finale plaats van de negentiende editie van het Eurovisiesongfestival. Van oorsprong zouden er 18 landen deelnemen, maar Frankrijk trok zich terug na het overlijden van de Franse president Georges Pompidou. Van de zeventien overige landen mochten Mouth & MacNeal als twaalfde het podium op. Het duo werd begeleid door een orkest onder leiding van dirigent Harry van Hoof. Willem Duys verzorgde voor de tv-uitzending van de Internationale finale het Nederlands commentaar.
De Internationale jury bestond uit in totaal 170 mensen,10 uit elk deelnemend land. Ieder jurylid gaf een punt aan zijn of haar favoriet. I see a star kreeg 15 punten en eindigde op een derde plaats. Zweden won het festival. De groep Abba won met het lied Waterloo met 24 punten. Het lied was geschreven door Stig Anderson, Björn Ulvaeus en Benny Andersson. Dit was de eerst overwinning voor Zweden.

## Foto's

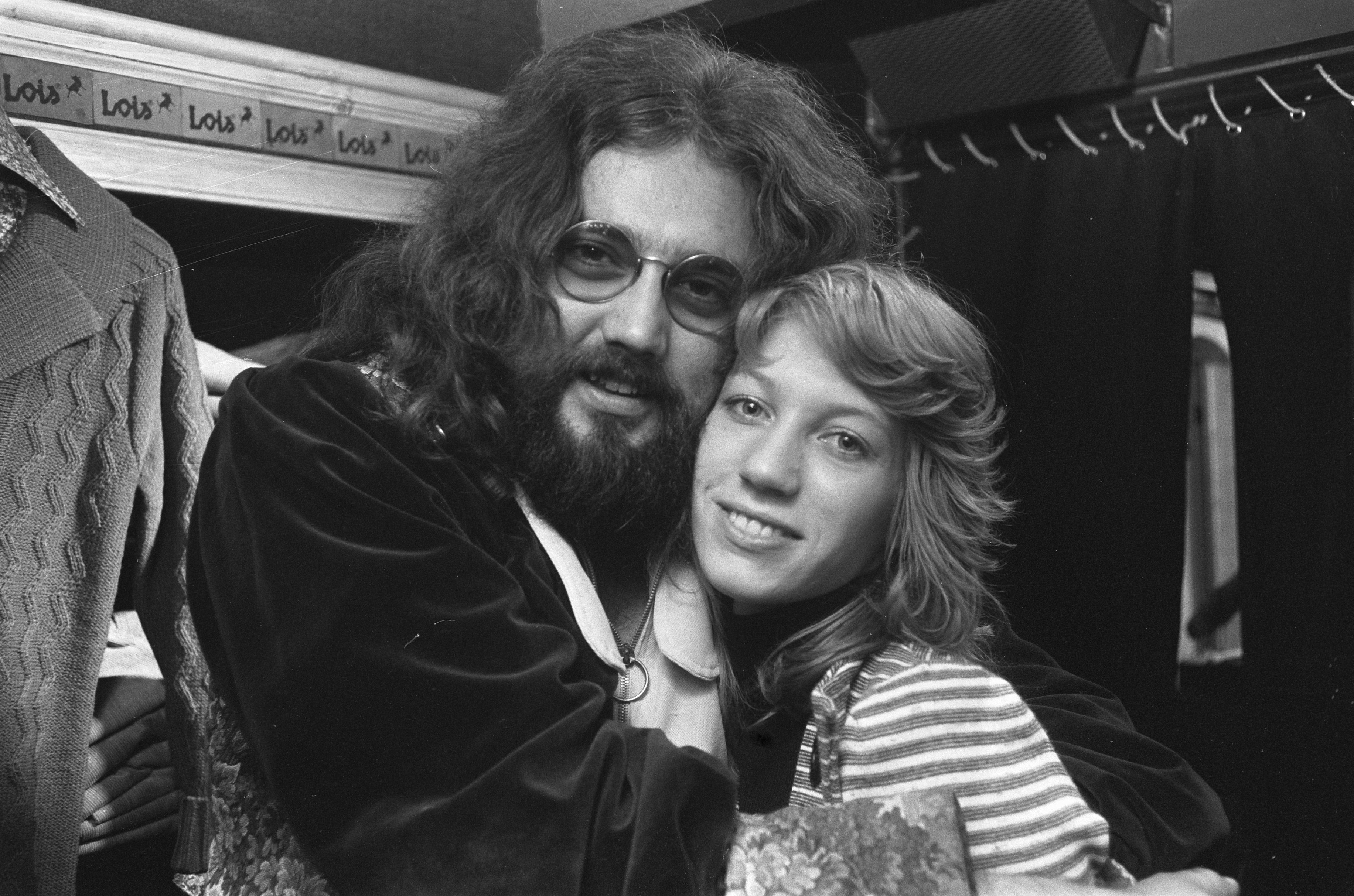
Mouth en MacNeal in 1973
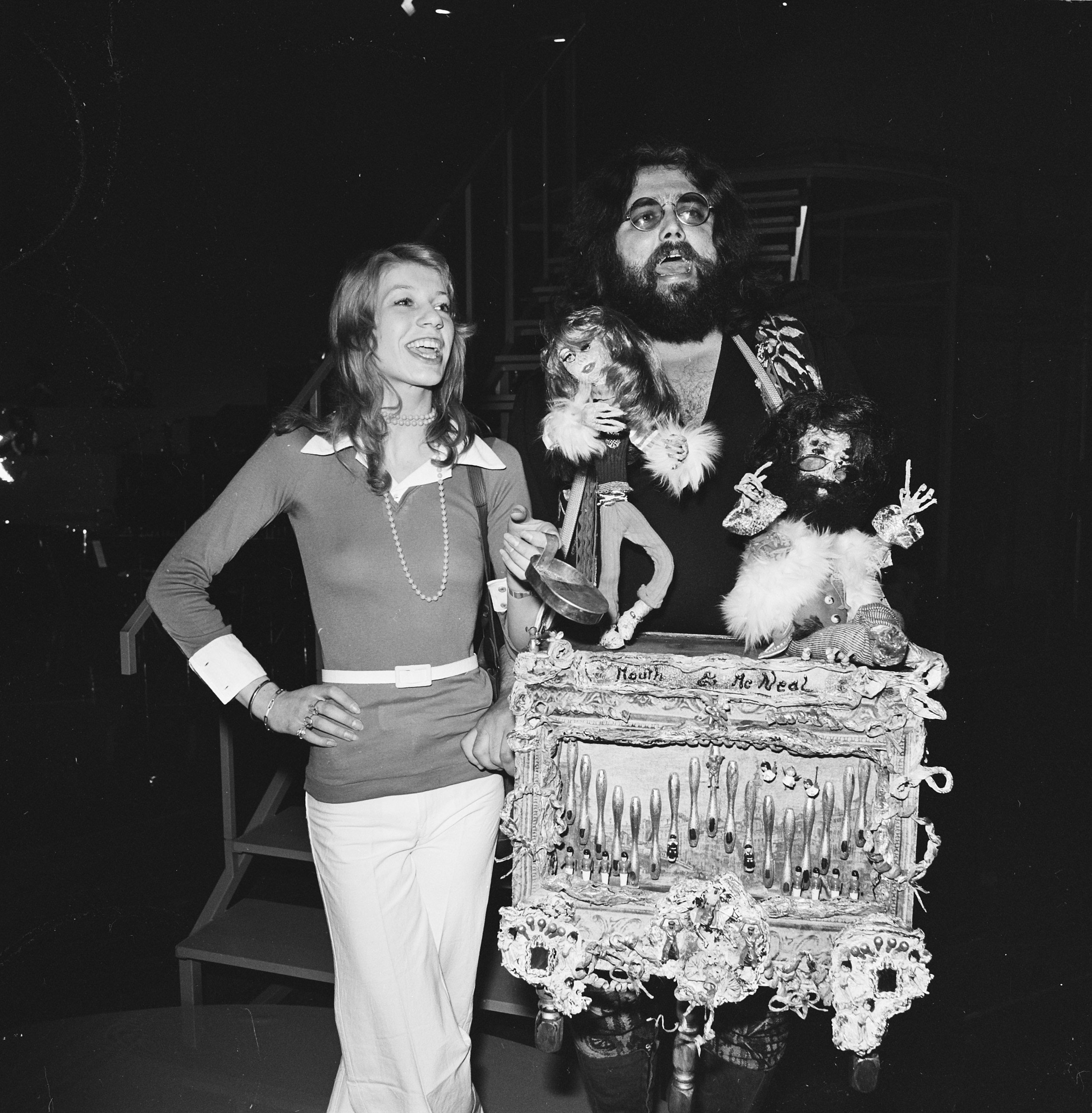
Repetitie Nationaal Songfestival 1974
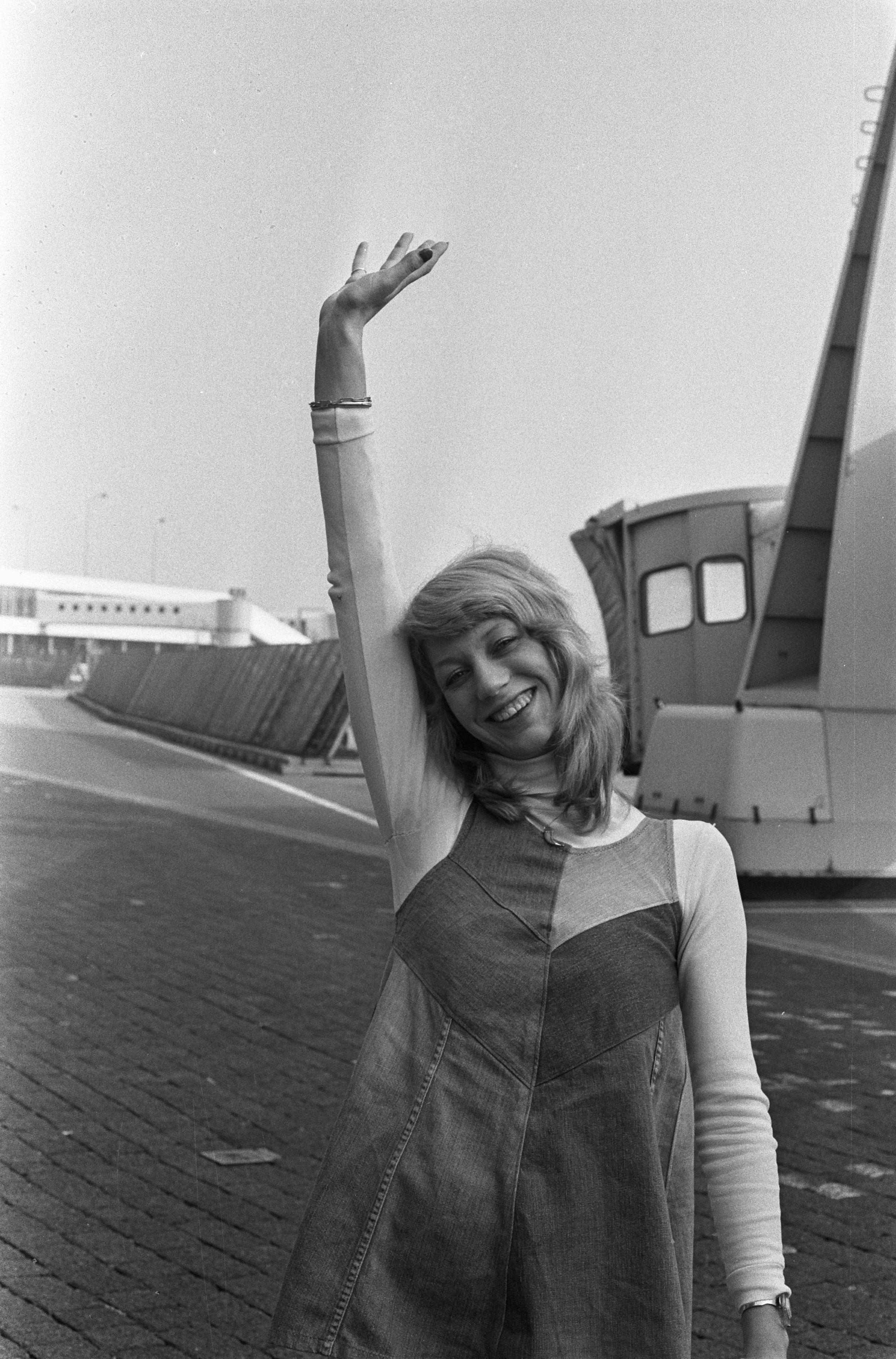
Sjoukje van 't Spijker (MacNeal) op Schiphol voor vertrek naar het Eurovisiesongfestival in Brighton.